# Steve Turre
Stephen Turre detto Steve (Omaha, 12 settembre 1948) è un trombonista e compositore statunitense.

## Biografia

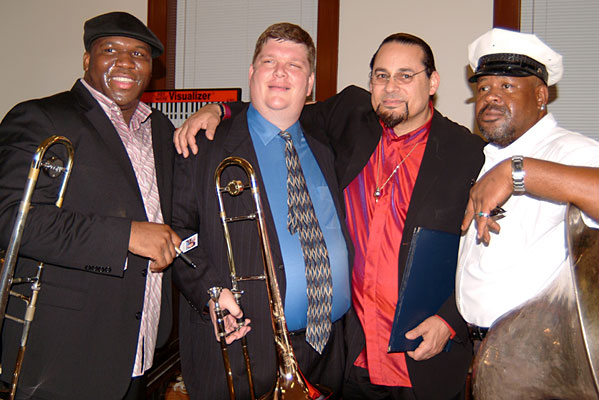
Big Sam Williams, Jeff Albert, Steve Turre e Kirk Joseph

Cresciuto a San Francisco, studiò dapprima il violino per passare al trombone all'età di 10 anni.
Nel 1968 suonò con Rahsaan Roland Kirk, nel 1970 incise con Carlos Santana e nel 1972 fece una tournée con Ray Charles.
Durante i suoi concerti, suona anche conchiglie di varia dimensione raccolte nei suoi viaggi ai Caraibi, anche combinandole tra loro.
È stato sposato con Susan J. Beard e successivamente con la violoncellista Akua Dixon, dalla quale ha avuto due figli, Andromeda (cantante e compositrice) e Orion.

## Discografia
- 1987 - Viewpoints And Vibrations (Stash)
- 1988 - Fire And Ice (Stash)
- 1991 - Right There (Antilles)
- 1993 - Sanctified Shells (Polygram)
- 1995 - Rhythm Within (Antilles) con Herbie Hancock, Pharoah Sanders
- 1997 - Steve Turre (Verve)
- 1999 - In The Spur Of The Moment (Telarc)
- 1999 - Lotus Flower (Polygram)
- 2000 - TNT (Telarc)
- 2003 - One4J: Paying Homage to J.J. Johnson (Telarc)
- 2004 - The Spirits Up Above (Highnote)
- 2006 - Keep Searchin' (Highnote)
- 2008 - Raibow People (Highnote)
- 2009 - The Smoke Sessions (Smoke Jazz)
- 2010 - Delicious and Delightful (HighNote)
- 2012 - Woody's Delight (HighNote)
- 2013 - The Bones of Art (HighNote)
- 2015 - Spiritman (Smoke Sessions)
- 2016 - Colors for the Masters (Smoke Sessions)
- 2018 - The Very Thought of You (Smoke Sessions)
- 2022 - Generations (Smoke Sessions)